# Fryderyk Pautsch
Fryderyk Pautsch (sinh ngày 22 tháng 9 năm 1877- mất ngày 1 tháng 7 năm 1950) là một họa sĩ người Ba Lan đại diện cho chủ nghĩa biểu hiện trong thời kỳ nghệ thuật Ba Lan trẻ.

## Tiểu sử
Năm 1898, Pautsch bắt đầu nghiên cứu luật học tại Đại học Lemberg (nay là Đại học Lviv) và pháp lý nâng cao tại Đại học Jagiellonia ở Kraków. Tuy nhiên, sau đó ông đã quyết định theo đuổi sự nghiệp nghệ thuật. Ông đăng ký học tại Học viện Mỹ thuật Jan Matejko dưới sự hướng dẫn của các họa sĩ Leon Wyczółkowski và Józef Unierzyski. 

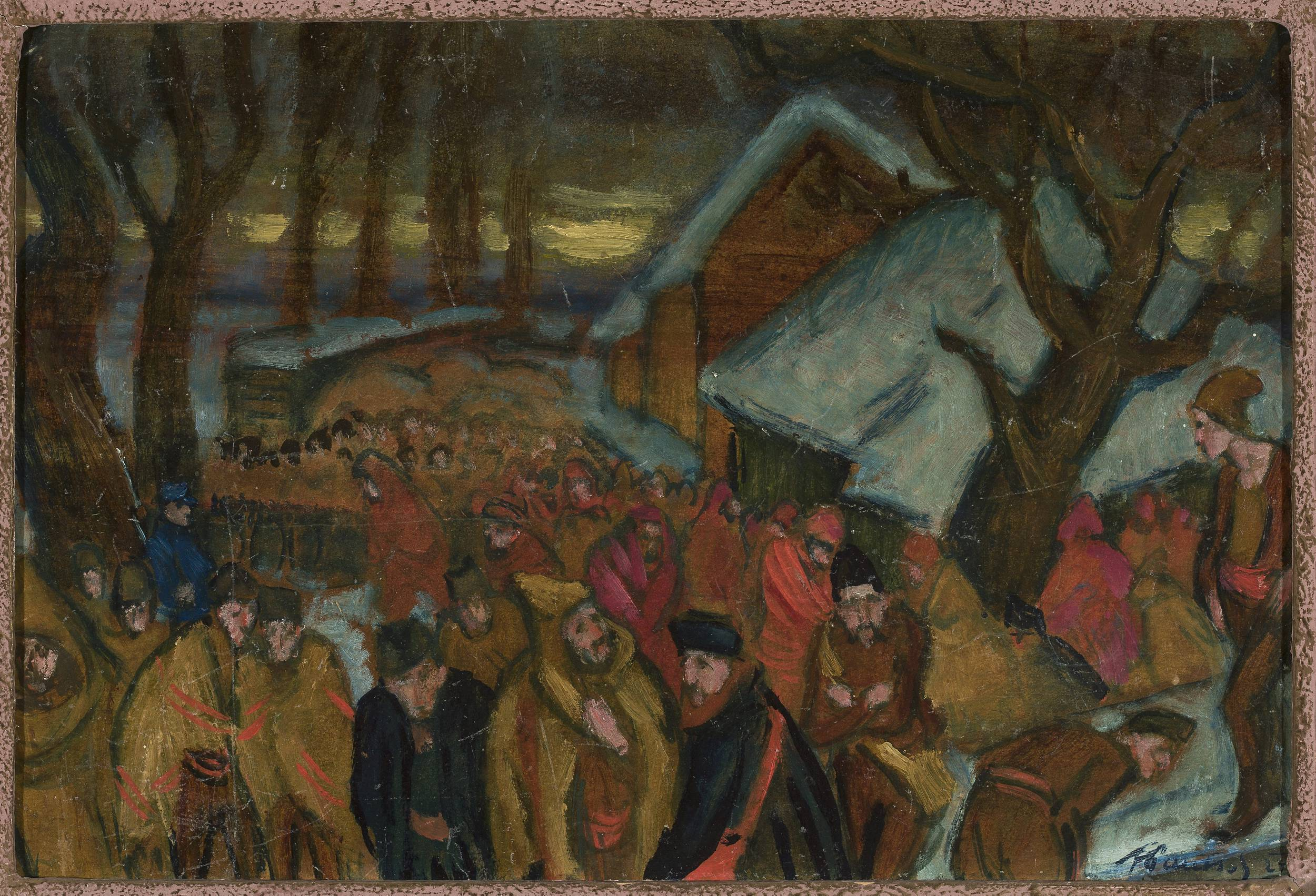
Vận tải chiến tranh từ Serbia

Nhờ vào học bổng, Pautsch đi du học ở Paris tại Trường Nghệ thuật Académie Julian từ năm 1905 đến 1906. Năm 1908, ông trở thành thành viên của Hiệp hội nghệ sĩ Ba Lan "Sztuka". Ông thường tổ chức trưng bày, dưới nghệ danh "Friedrich Pautsch".
Trong Thế chiến thứ nhất, Pautsch phục vụ trong Quân đoàn Ba Lan và từ năm 1915, ông làm việc cho Khu báo chí Chiến tranh Hoàng gia. Năm 1919, ông nhận chức giám đốc của một trường nghệ thuật và thủ công ở Poznań. Tại đây, ông là một trong những người sáng lập Hiệp hội nghệ sĩ "Świt".
Năm 1925, Pautsch chuyển đến sống ở Kraków, nơi ông được bổ nhiệm làm giáo sư và hai lần làm hiệu trưởng Học viện Mỹ thuật Jan Matejko vào các năm 1931 và 1936. Trong những năm tháng cuối đời, ông bị liệt tay phải nên không thể vẽ được. Ông mất ngày 5 tháng 7 năm 1950 tại Kraków.